# Kammatthana
kammatthana é um termo em páli que significa "base de trabalho" ou "lugar de trabalho". Refere-se a objetos de meditação, existindo tradicionalmente 40 objetos de meditação prescritos pelo Buda de acordo com o Visuddhimagga.  A contemplação de um kammatthana específico pode ser adequada para opor-se a contaminações (Kilesas) específicas, ou se adequarem mais a personalidade de um meditador do que de outro.

## Os quarenta objetos
De acordo com o Vishuddhimagga são prescritos pelo Buda:

### DezKasinas
- Terra
- Água
- Fogo
- Ar/Vento
- Azul/Verde
- Amarelo
- Vermelho
- Branco
- Espaço fechado
- Luz brilhante

### DezAsuba
- Cadáver inchado
- Cadáver descolorido, azul
- Cadáver apodrecendo
- Cadáver estourado
- Cadáver roído
- Cadáver desmembrado
- Cadáver com as partes separadas e dispersas
- Cadáver ensanguentado
- Cadáver devorado por vermes
- Esqueleto

### DezAnussati
As primeiras três são das qualidades das três joias:
- Buddha
- Dhamma
- Sangha

As três seguintes são contemplações das virtudes de:
- Sila (Moralidade)
- Generosidade
- Os grandes atributos dos Devas

E Contemplação do:
- Corpo
- Morte
- Respiração
- Paz (Nibbana)

### Quatro Brahma-vihara
- Amor incondicional (Metta)
- Compaixão (Karuna)
- Alegria pelo sucesso alheio (Mudita)
- Equanimidade (upekkha)

### Quatro estados sem forma (arūpajhānas)
- Espaço infinito
- Consciência infinita
- Nada infinito
- Estado da 'nem percepção, nem não-percepção'

## Objetos de meditação e temperamentos
Todos os objetos acima podem ser usados para suprimir os cinco obstáculos, permitindo conquistar sabedoria. Qualquer um pode usar um objeto de meditação específico como antídoto, como por exemplo meditar em asuba para contrapor à luxúria.
Os comentários do cânon recomendam alguns objetos de acordo com a personalidade:
- Cobiçoso: Asuba ou partes do corpo
- Raivoso: Brahma-viharas

1. ↑  http://www.acessoaoinsight.net/glossario.php#kammatthana
2. ↑  http://acessoaoinsight.net/arquivo_textos_theravada/conselhos_praticos_meditacao.php#ch9

Iludido: Plena atenção na respiração
- Confiante: Os seis primeiros Anussati
- Inteligente: Recordação da morte ou paz, percepção da repulsa na comida, ou a análise dos quatro elementos
- Especulativo: Plena atenção na respiração

As seis kasinas não relacionadas a cor servem para todos os temperamentos.